# Zak Orth
Zak Orth, pseudonimo di Adam Zachary Orth (Libertyville, 15 ottobre 1970), è un attore statunitense.

## Biografia
Nel 2008 divorzia dalla prima moglie, l'attrice Heidi Neurauter, dalla quale aveva avuto una figlia. Nel 2010 si risposa con Kat Schaufelberger.

## Filmografia parziale

### Cinema
- Romeo + Giulietta di William Shakespeare (William Shakespeare's Romeo + Juliet), regia di Baz Luhrmann (1996)
- Tre amici, un matrimonio e un funerale (The Pallbearer), regia di Matt Reeves (1996)
- In & Out, regia di Frank Oz (1997)
- La neve cade sui cedri (Snow Falling on Cedars), regia di Scott Hicks (1999)
- American School (Loser), regia di Amy Heckerling (2000)
- Pazzo di te! (Down to You), regia di Kris Isaacson (2000)
- Wet Hot American Summer, regia di David Wain (2001)
- Melinda e Melinda (Melinda and Melinda), regia di Woody Allen (2004)
- Prime, regia di Ben Younger (2005)
- Scrivimi una canzone (Music and Lyrics), regia di Marc Lawrence (2007)
- The Ten, regia di David Wain (2007)
- Vicky Cristina Barcelona, regia di Woody Allen (2008)
- Incontrerai l'uomo dei tuoi sogni (You Will Meet a Tall Dark Stranger), regia di Woody Allen (2010) - voce narrante
- I poliziotti di riserva (The Other Guys), regia di Adam McKay (2010)
- Vamps, regia di Amy Heckerling (2012)
- Unbreakable Kimmy Schmidt - Kimmy vs il Reverendo (Unbreakable Kimmy Schmidt: Kimmy vs the Reverend), regia di Claire Scanlon (2020) - film TV

### Televisione
- Law & Order - Unità vittime speciali (Law & Order: Special Victims Unit) - serie TV, episodio 2x10 (2001)
- Fringe – serie TV, episodio 1x03 (2008)
- John Adams – miniserie TV, 1 puntata (2008)
- Revolution – serie TV, 42 episodi (2012-2014)
- The Good Wife – serie TV, episodio 6x10 (2015)
- Wet Hot American Summer: First Day of Camp – serie TV, 8 episodi (2015)
- Veep - Vicepresidente incompetente (Veep) – serie TV, 3 episodi (2015-2016)
- Casual – serie TV, 15 episodi (2015-2018)
- Falling Water – serie TV, 18 episodi (2016-2018)
- Wet Hot American Summer: Ten Years Later – serie TV, 8 episodi (2017)
- Human Kind Of – serie TV, 19 episodi (2018) - voce
- Lo straordinario mondo di Zoey (Zoey's Extraordinary Playlist) – serie TV, 5 episodi (2020)
- Infiltrati alla Casa Bianca - White House Plumbers (White House Plumbers) – miniserie TV, puntata 3 (2023)

## Doppiatori italiani
Nelle versioni in italiano dei suoi lavori, Zak Orth è stato doppiato da:
- Edoardo Stoppacciaro in Falling Water, Wet Hot American Summer: Ten Years Later
- Luigi Ferraro in Romeo + Giulietta di William Shakespeare
- Fabrizio Manfredi in In & Out
- Gaetano Varcasia in Fringe
- Fabrizio Vidale in Revolution
- Massimo Bitossi ne Lo straordinario mondo di Zoey
- Fabio Gervasi in They Came Together